# محمد سنوار
محمد ابراهیم حسن سنوار (۱۶ سپتامبر ۱۹۷۵ – ۱۳ مهٔ ۲۰۲۵) شبه‌نظامی فلسطینی بود که پس از مرگ برادرش یحیی سنوار در اکتبر ۲۰۲۴ رئیس دولت حماس در نوار غزه بود. محمد سنوار همانند یحیی سنوار در سنین پایین به حماس پیوست و از نزدیکان محمد ضیف، فرمانده گردان‌های عزالدین قسام بود. محمد سنوار برخلاف برادرش که بیش از ۲ دهه را در زندان‌های اسرائیل سپری کرد، مدت زمان زیادی را در زندان‌های اسرائیل نبوده و بدین ترتیب توسط اسرائیل کمتر شناخته شده بود. او بیشتر در پشت صحنه عمل می‌کرد و مقامات عربی نام مستعار «سایه» را به او داده بودند.
محمد سنوار از برجسته‌ترین رهبران نظامی در گردان‌های عزالدین قسام به شمار می‌آمد و در غزه نفوذ زیادی داشت.

## فعالیت نظامی
محمد سنوار در سال ۱۹۹۱ به ظن فعالیت‌های تروریستی ۹ ماه در زندان کتسیعوت اسرائیل زندانی شد. فعالیت او پس از سال ۲۰۰۰ و در دورانی که یحیی سنوار در اسرائیل زندانی بود، بیشتر شد. او روابط نزدیکی با محمد ضیف، سعد العرابید و دیگران برقرار کرد. به گفته مقام‌های اسرائیلی محمد سنوار از جمله عاملان گروگان‌گیری گیلعاد شلیط بود. او همیشه به صورت پنهانی فعالیت می‌کرد، تا جاییکه به او لقب «مرد سایه» دادند. او با کسب تجربه عملیاتی، به یکی از چهره‌های کلیدی در استراتژی نظامی حماس تبدیل شد و تقریبا در همه عملیات نظامی حماس نقش داشت. به گفته منابع نظامی اسرائیل، محمد سنوار بی‌رحم‌تر از یحیی سنوار بود.
محمد سنوار تا پیش از مرگ در حال بازسازی حماس از طریق جذب جنگجویان تازه در نوار غزه و کشاندن اسرائیل به سمت یک جنگ فرسایشی بود.

## مدیریت شاخه نظامی حماس در غزه
وال‌استریت ژورنال در ژانویه ۲۰۲۵ دربارهٔ محمد سنوار نوشت: «حماس اکنون سنوار دیگری در راس قدرت دارد و او در تلاش است تا دوباره حماس را به اوج بازگرداند.» این رسانه آمریکایی افزود: «حماس همچنان نسل جدیدی از نیروهای مستعد را ایجاد کرده است و آن‌ها می‌توانند از مهمات منفجر نشده اسرائیلی‌ها در غزه بمب‌های دست‌ساز تولید کنند. حماس از این ابزارها برای ایجاد خسارات علیه اسرائیل استفاده می‌کند. مسئله استخدام نیروهای جدید تحت سنوار چالش‌های تازه‌ای برای اسرائیل ایجاد می‌کند؛ به‌طوری‌که ارتش اسرائیل برای ماه‌ها مجبور شده از مناطقی که پیشتر به آنها پیشروی کرده بود، عقب‌نشینی کند. این چرخه نشان می‌دهد که نیروهای اسرائیلی خسته شده‌اند.»
عمیر آویوی، ژنرال بازنشسته ارتش اسرائیل اظهار کرد: «ما در شرایطی هستیم که سرعت بازسازی و تجدید قوای حماس از سرعت پیشروی ارتش اسرائیل بیشتر است. محمد سنوار همه چیز را مدیریت می‌کند.»

## کشته شدن
در ۱۳ مهٔ ۲۰۲۵ ارتش اسرائیل و شاباک ادعا کردند که سنوار در حملات هوایی اسرائیل به یک سنگر زیر بیمارستان اروپایی غزه در خان یونس هدف قرار گرفته است. طبق اعلام ارتش دفاعی اسرائیل در طی این حمله ۲۸ ترویست کشته شدند. اما سرنوشت سنوار نامشخص بود. به گزارش کانال سعودی الحدث، جسد سنوار به همراه محمد شبانه از تونل پیدا شد. یسرائیل کاتس، وزیر دفاع اسرائیل ادعا کرد که طبق همه نشانه‌ها محمد سنوار کشته شده است. با این حال اسامه حمدان از مقامات ارشد حماس کشته شدن سنوار را تکذیب کرد و ادعا کرد که اعضای حماس در نوار غزه به او گفته‌اند که او هنوز زنده است. این در حالی است که در ۲۸ مهٔ ۲۰۲۵ نخست‌وزیر اسرائیل بنیامین نتانیاهو با انتشار تصویر جسد او به طور رسمی خبر مرگ سنوار برادر یحیی سنوار را تایید کرد.